# A Medal for Benny
A Medal for Benny és una pel·lícula estatunidenca dirigida per Irving Pichel, estrenada el 1945.

## Argument
En un petit poble del sud de Califòrnia, un home d'origen indi (Arturo de Cordova) tracta de conquerir una jove i bella dama (Dorothy Lamour), però aquesta només està interessada en Benny, el seu promès, que està combatent en la guerra al Pacífic.

## Repartiment
- Dorothy Lamour: Lolita Sierra
- Arturo de Córdova: Joe Morales
- J. Carrol Naish: Charley Martin
- Mikhail Rasumny: Raphael Catalina
- Fernando Alvarado: Chito Sierra
- Frank McHugh: Edgar Lovekin
- Rosita Moreno: Toodles Castro
- Grant Mitchell: Mayor of Pantera
- Douglass Dumbrille: General

## Premis i nominacions

### Premis
- Globus d'Or al millor actor secundari per J. Carrol Naish

### Nominacions
- Oscar al millor actor secundari per J. Carrol Naish
- Oscar al millor guió original per John Steinbeck i Jack Wagner